# マインツ攻囲戦 (1792年)
マインツ攻囲戦（マインツこういせん、ドイツ語: Belagerung von Mainz）は第一次対仏大同盟戦争（1792年-1797年）における短期間の攻城戦である。勝利を収めたのはキュスティーヌ中将率いるフランス軍であり、1792年10月にわずか三日間の戦いを経てマインツの占領に成功した。その後、マインツ共和国が成立している。

## 背景
マインツ選帝侯でもある大司教、フリードリヒ・カール・ヨーゼフ・フォン・エルタールは、1789年のフランス革命と決定的に対立した。トリーア選帝侯クレメンス・ヴェンツェスラウス・フォン・ザクセンと同じく、彼も革命の影響と恐怖によってフランスから逃れてきた亡命者を数多く受け入れた。これによってマインツはコブレンツと並び、ヨーロッパにおける反革命勢力の主要拠点の一つになったのである。
1792年4月20日に戦争が勃発すると、マインツでは7月21日、亡命者が集会を開き、「マインツ宣言」（Déclaration de Mayence）を採択した。同宣言において、フランス国王一家に何らかの制約が加えられた場合、全力を挙げて革命勢力に反対することが決議される。もしそのような事態が発生したら、革命派への見せしめとなる行動を取ることとなった。そして国王が亡命に失敗し、ヴァレンヌ＝アン＝アルゴンヌで逮捕されると、マインツ選帝侯は対仏同盟に参加する。
しかし、フランスへ侵攻する連合軍の試みはヴァルミーの砲撃戦で頓挫した。それどころか、革命派は反攻の開始にも成功する。ブラウンシュヴァイク公はフランスから撤退した後、著しく疲弊した指揮下の部隊をシュパイアーから来援したオーストリアの、エルバッハ将軍率いる一軍で補強した。それによって、公はただでさえ非常に薄かった神聖ローマ帝国の防衛線を弱体化させ、キュスティーヌ中将にランダウからシュパイアー、ヴォルムス及びマインツへの進撃を許す。
エルバッハ将軍の軍が撤退した後は、シュパイアー近郊の帝国の倉庫に微弱な保安部隊が残るのみとなった。それはオーストリア軍1個大隊、マインツ選帝侯領の2個守備大隊その他、様々な小規模部隊であり、総勢は3,200名であった。4月29日、キュスティーヌ中将はおよそ18,000名を擁する一軍を率いてランダウから進撃し、マインツ選帝侯軍のダミアン・フォン・ヴィンケルマン大佐指揮下の軍団を降伏に追い込む。この成功をもってキュスティーヌ中将は、逼迫していた補給物資のみならず、マインツへさらに前進する選択肢をも手にしたのである。

## 経過
マインツでは、シュパイアーにおける敗北がパニックを呼び起こした。貴族、官僚や聖職者の大部分が逃亡する。マインツ選帝侯自身は二人の代官を残し、アシャッフェンブルクの離宮へ向かった。残された市民の内、フランス軍の侵攻を歓迎する小規模な一派を除く大部分の者は市の防衛に賛成しており、約3,000名が軍に志願した。しかし、彼らを除く他の守備隊は非常に微弱であった。ただでさえ特に強力ではなかったマインツ選帝侯軍は、まだ戦時体制に移行していなかったので、市内には1,200名の兵しか居なかったのである。これにナッサウ＝ヴァイルブルク、ナッサウ＝ウーズィンゲン、ヴォルムス司教領、フルダ司教領から神聖ローマ帝国の派遣部隊が加わった。これによって、守備隊はおよそ6,000名を数えることになった。一方、砲兵の不足によって投入できた大砲はわずかな数に留まる。
しかし、キュスティーヌ中将にとっても状況は容易ではなかった。国民公会の命令によって1792年10月1日に「ライン軍」（Armée du Rhin）から分遣されていた「ヴォージュ軍」（Armée des Vosges）の内、三分の一ほどは志願兵と、訓練を受けていない国民衛兵であり、重砲も攻囲戦に向けた輜重も無かったのである。また、マインツの前面に長く留まり過ぎた場合はプロイセン軍やオーストリア軍部隊の来援が予測された。それでもマインツから届く情報に勇気づけられ、彼はゆっくりと要塞へ進軍したのであった。10月18日の晩にはフランス軍の前哨である猟騎兵（Chasseurs à cheval）1個連隊が要塞の前面に到着し、二か所の堡塁の奪取に成功する。ジャン・ニコラ・ウシャール大佐はこれについて、次のように記録している。

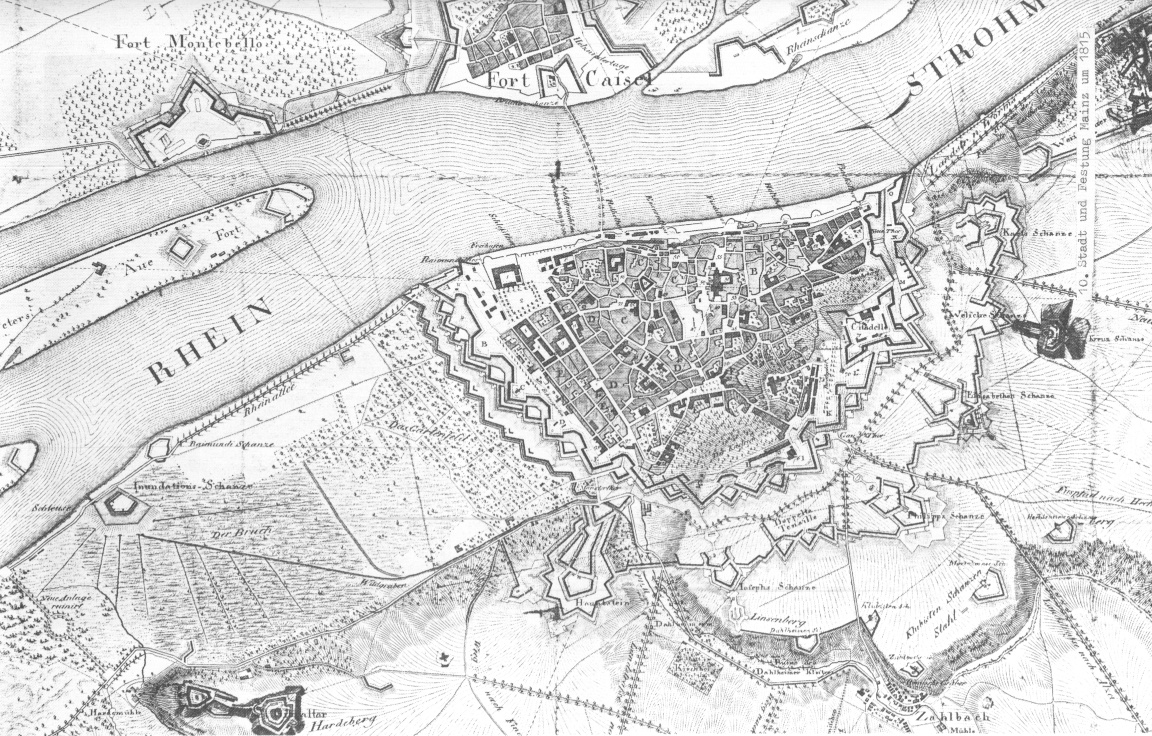
1815年頃のマインツ要塞。ハウプトシュタイン堡塁は中央から左、防壁の前面にある。

突撃や長期の攻囲は考慮に値しなかったので、キュスティーヌ中将は計略を用いた。ヴォルムスで大量の天幕を鹵獲していたので、彼はフランス軍の野営を拡大し、防衛軍に兵力と意図を覚られないように数々の欺瞞行動を開始したのである。他方、防衛軍はフランス側の欺瞞に嵌った。少なくとも外堡の一つを奪還し、要塞からの散発的な砲撃で攻囲軍を遠ざけることには成功したものの、総督ギュムニヒ中将は大きな心配に包まれ、意気消沈した。すでに七年戦争の間にも、オーストリアとマインツ選帝侯領の工兵士官は、防衛に少なくとも8,000名の兵力が必要であるとしていたのである。指揮下の兵力はこれに遠く及ばない上、その過半数は武装した市民、訓練を受けていない新兵や傷痍軍人であった。このような状況下にあってはギュムニヒ中将も、彼の軍事顧問も要塞の防衛は成功しないと考えていた。10月20日、キュスティーヌ中将は防衛軍を総攻撃の通告で脅し、最後通告を突きつける。要塞の司令部は、これに畏縮した。神聖ローマ帝国において最も重要な要塞の一つの命運を決める、七名の将軍の中である程度、従軍を経験していたのはフランツ・ルートヴィヒ・フォン・ハッツフェルト中将のみであり、戦闘において1個以上の中隊を率いたことがあるのも、彼だけであった。しかしカールス堡塁の一部の指揮官として軍事顧問団の中でも完全に幻滅しており、本当に攻撃が行われた場合、特に彼が受け持つ部分は維持できる見込みがほとんどないと主張する。フランス軍はそれまでに、これといった成功を収めていない上、選帝侯の代官であるアルビーニとフェッヒェンバッハは籠城の継続を進言したにも拘わらず、諸将は降伏を決意した。10月21日、要塞はフランス軍に降ったのである。

## 影響
これらの日々を境に、フランスと神聖ローマ帝国の関係は変化した。マインツ要塞には、残留した住民の数を上回る20,000名の守備隊が配置される。占領軍は、基本的にはフランス革命に反対していなかった住民に、その利点を納得させようと試みた。これと対峙したのは占領軍がもたらした食料の逼迫と、それによって引き起こされた住民の辛苦である。その一方で、今や選帝侯の宮殿に居を移したキュスティーヌ中将は選帝侯領の大学と、不動産を保護するべく手を尽くしている。そのため、市民の多くはフランス軍を侵入者ではなく、解放者と見なした。
キュスティーヌ中将にとって、マインツの攻略は進撃の予期せぬ成果であった。彼は一気に神聖ローマ帝国内における確固とした拠点、それも西方国境で最大であり、戦略的にも最も重要な要塞を手にしたのである。これにより、国民衛兵によって応急的に増強された自身の軍団でも、プロイセンとオーストリアの軍をひとまず遠ざけることができるようになった。さらに、追って設立されたマインツ共和国はこの行動に正当性を演出しさえしたのである。
対仏大同盟諸国にとって、マインツの失陥はフランス本国への全ての侵攻計画の終焉を意味していた。それはマインツを奪還しない限り考慮に値せず、そのような再占領には非常に長い時間が要ると思われた。
マインツ選帝侯領と神聖ローマ帝国にとり、マインツの失陥は敗北の一段階のみならず、帝国とドイツにおける聖界諸侯領の終わりの始まりを告げるものとなった。
マインツ市民で、後にマインツ共和国の幹部となったヨハン・アロイス・ベッカーは友人に次のような書簡を認めている。

## 攻囲戦に参加した人物
- クレメンス・アウグスト・フォン・ウント・ツー・ギュムニヒ（マインツ要塞の守将、総督。）
- ルドルフ・アイクマイヤー（英語版）（中佐。工兵隊の指揮官。）
- フランツ・ルートヴィヒ・フォン・ハッツフェルト（ドイツ語版）（中将。マインツ選帝侯軍の、ある連隊の連隊長。）
- ヨハン・フリードリヒ・フォン・ウント・ツーム・シュタイン（ドイツ語版）（プロイセン公使。）
- フランツ・ヨーゼフ・フォン・アルビーニ（ドイツ語版）（マインツ選帝侯領の司法官。）
- アダム・フィリップ・デュ・キュスティーヌ（中将、フランスの軍司令官。）
- ジャン・ニコラ・ウシャール（英語版）（フランス軍前衛部隊及びある猟騎兵連隊の指揮官。）
- ジャック・ダルノー（フランス語版）（フランス軍の少尉。）

## 文献
- アルテュール・シュケ（フランス語版）: L'Expédition de Custine (1892)
- Elmar Heinz: Doppelrad und Doppeladler. Die Festung Mainz zwischen Kaiser, Reich und Kurstaat im I. Koalitionskrieg (1792-1797), Mainz 2002.
- ペーター・ラウツァス（ドイツ語版）: Die Festung Mainz im Zeitalter des Ancien Regime, der Französischen Revolution und des Empire (1763-1814), Wiesbaden 1973.
- Christian Lübcke: Kurmainzer Militär und Landsturm im 1. und 2. Koalitionskrieg, Paderborn 2016.